# Agnese Sorel
Agnese Sorel, in francese Agnès Sorel (1422 circa – Le Mesnil-sous-Jumièges, 11 febbraio 1450), è stata una nobildonna francese, tra il 1444 e il 1449 favorita del re Carlo VII di Francia, al quale diede quattro figlie.

## Biografia

### Infanzia
Nacque nella prima metà del XV secolo, secondo père Anselme nel 1422, da una famiglia della piccola nobiltà di provincia, al servizio della nobiltà angioina. Il padre era Jean Sorel (o Soreau), signore di Coudun nei pressi di Compiègne, e la madre Caterina di Maignelais, castellana di Verneuil-en-Bourbonnais. Agnese aveva quattro fratelli: Carlo, Andrea, Giovanni e Luigi.
Il luogo di nascita non è noto con certezza, come d'altro canto l'anno, ed è ancor oggi oggetto di discussioni fra gli storici. Alcuni sostengono che fosse nata a Fromenteau, nel territorio del comune di Yzeures-sur-Creuse, in Turenna, mentre altri propendono per Coudun, in Piccardia, di dove era originario il padre.
Fu comunque in Piccardia che ricevette un'accurata educazione: si ritiene infatti che abbia vissuto per un certo tempo presso il castello di Maignelay-Montigny nell'Oise, ove si preparò a rivestire a corte l'invidiabile incarico di damigella di compagnia di Isabella di Lorena, moglie del re di Napoli, Renato d'Angiò.

### A corte

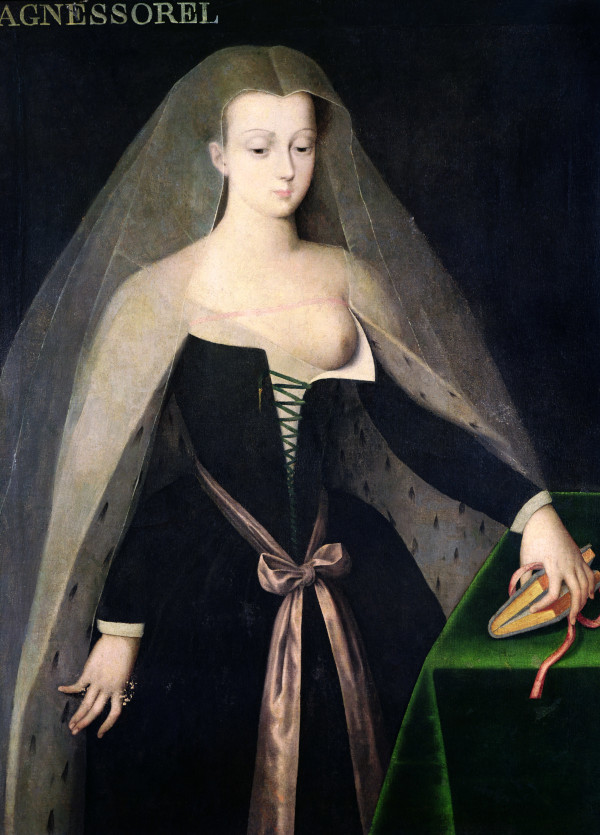
Ritratto di Agnès Sorel eseguito su ispirazione del dittico di Melun di Jean Fouquet

La giovane bellezza della nuova damigella di corte, Agnès, fu presto notata dal re Carlo VII. Il Gran Siniscalco dell'Angiò, del Poitou e della Normandia, Pierre de Brézé, la presentò al sovrano e nel 1444 Agnese passò dal rango di damigella d'onore d'Isabella di Lorena a quello di prima donna ufficiosa del regno di Francia, divenendo però formalmente damigella della casa della regina di Francia, Maria d'Angiò. Ella ebbe lo statuto di favorita ufficiale del re, il che era una grossa novità a corte, poiché fino ad allora le amanti dei re di Francia dovevano rimanere nell'ombra.
Carlo VII aveva anche altre amanti, ma nessuna di esse ebbe l'importanza di Agnese. La sua arte di vivere e le sue stravaganze misero presto a corte in seconda luce la regina. Veli ed altre pettorine furono abbandonati: Agnese "inventò" la scollatura a spalle nude, definita «licenziosità e dissolutezza» da alcuni cronisti religiosi dell'epoca. Vertiginose piramidi sormontavano la sua capigliatura e strascichi lunghi fino ad otto metri allungavano i suoi elegantissimi vestiti ornati di bordi preziosi in pelli di martora o zibellino. Solo nel 1444 Carlo VII le regalò gioielli per un valore di ventimila e seicento scudi, tra i quali il primo diamante tagliato noto in quel tempo. Per procurarsi i suoi preziosi ornamenti, ella divenne la miglior cliente di Jacques Cœur, grand'argentiere del re e mercante internazionale di preziosi. Ella consumava una gran quantità di stoffe pregiate, subito imitata in questo dalle altre dame di corte.
Molto abile nello sfruttare la sua influenza sul sovrano, Agnese impose numerosi amici come consiglieri a corte. Riuscì a farsi concedere in pochi mesi dal re i feudi di Beauté-sur-Marne (da cui il gioco di parole con cui veniva detta Dame de Beauté), Vernon, Issoudun, Roquecezière e Loches, ove fece sistemare il castello a strapiombo sul comune.
Il Delfino, futuro Luigi XI, non la poteva sopportare e sosteneva che schernisse la madre. Un giorno l'inseguì, spada in pugno, per gli appartamenti reali, tanto che Agnese riuscì a sfuggirgli solo rifugiandosi nella camera da letto del re. Seccato da tanta impertinenza, Carlo VII scacciò il figlio da corte, inviandolo a governare il Delfinato.

### La morte

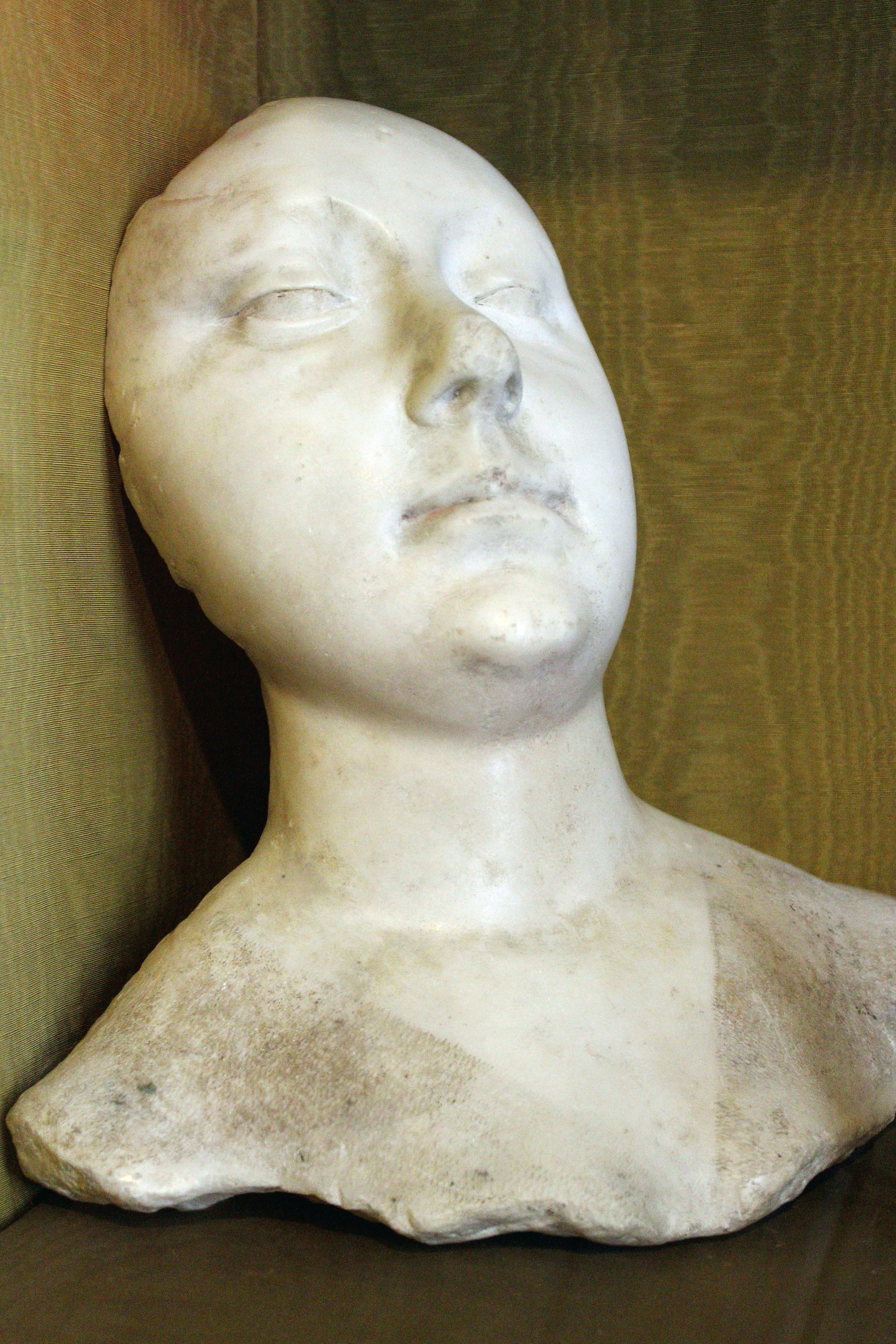
Maschera mortuaria di Agnese – Conservata al Museo Lallemant di Bourges

Quasi alla fine della sua quarta gravidanza, Agnese volle trasferirsi vicino al re, che combattendo contro gli inglesi, aveva stabilito il suo quartier generale a Rouen.
Ella si recò quindi al Manoir de la Vigne a Le Mesnil-sous-Jumièges, una residenza dell'abbazia di Jumieges, vicino a Rouen, ove dette alla luce una figlia, la quarta, nata prematura. Pochi giorni dopo il parto Agnese venne colpita da un "flusso di ventre", secondo il cronista ufficiale di corte, Jean Chartier, ed in poche ore morì raccomandando la sua anima a Dio ed alla Vergine Maria. Ufficialmente Agnese morì di febbre puerperale. Ella ebbe tempo di lasciare i suoi beni alla collegiata di Loches, per far dire messe in suo suffragio, all'abbazia di Jumièges, ov'è posto il suo cuore, ad alcuni membri della sua famiglia; i numerosi gioielli li lasciò in eredità al re Carlo VII.
La rapidità del suo decesso fece credere che si fosse trattato di un avvelenamento. Di questo venne incolpato il gioielliere Jacques Cœur, suo esecutore testamentario, ma ne venne subito scagionato. I sospetti si appuntarono sul Delfino, nemico del partito da lei sostenuto.
Nel 2004, in occasione della traslazione della salma nella Collegiale di Sant'Orso a Loches, venne eseguita un'autopsia sui suoi resti. Questa rivelò un'ascaridiasi (tubo digerente infestato da uova di ascaridi) e l'assorbimento di sali di mercurio, assunti allora come purgante. Fu l'ingerimento di questo metallo pesante, che provocò la morte così rapida. Tuttavia i quantitativi di mercurio osservati con l'analisi di un pelo sono tali (da diecimila a centomila volte la dose terapeutica), che risulta difficile pensare ad un errore medico. Il suicidio o l'avvelenamento (a quell'epoca il mercurio veniva somministrato mescolato a mollica di pane per evitare che bruciasse i tessuti dello stomaco) di questa giovane debole, che si stava rimettendo da un parto, non sono quindi ipotesi da scartare. Tra le persone a lei vicine che potrebbero esserne le colpevoli, rimangono la cugina germana di Agnese, Antonietta di Maignelais, che tre mesi dopo la sua morte ne prese il posto nel letto del re, ed il medico, Roberto Poitevin, al quale andò una parte dell'eredità della giovane.
Lo scopo del viaggio, effettuato in pieno inverno ed in condizioni di avanzata gravidanza, non fu mai chiaro. Avrebbe potuto essere desiderio di stare vicino all'amato, ma anche necessità di prevenire un complotto ordito dal delfino Luigi.

### La sepoltura

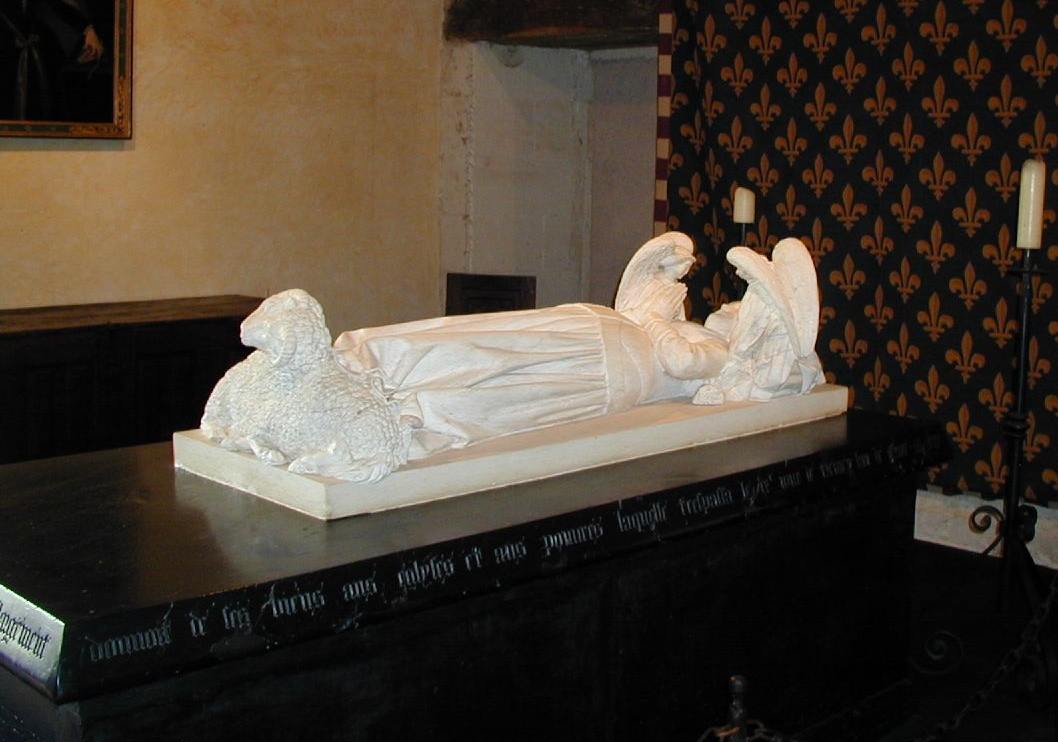
La tomba d'Agnès Sorel nel castello di Loches (prima del 2005)

Desolato, il re dispose l'esecuzione di due splendide tombe in marmo: una, contenente il cuore di Agnese, si trova a Jumiège, l'altra, contenente il corpo, si trova a Loches, nella Collegiale di Sant'Orso (all'epoca denominata Notre-Dame de Loches) e porta la scritta:
(Iscrizione sulla tomba di Agnès Sorel a Loches)
Allorché Luigi XI successe al padre Carlo VII i canonici di Loches si allarmarono, rammentando l'astio dell'allora Delfino verso Agnese e gli chiesero l'autorizzazione di spostare l'ingombrante monumento dalla loro collegiale. Il re rispose che lo spostamento poteva essere effettuato ma che, in tal caso, avrebbero dovuto essere "spostati" anche i beni donati dalla defunta. La tomba venne poi fatta spostare nel 1777 nella navata su ordine di Luigi XVI, persuaso che l'ingombrante monumento recasse fastidio ai servizi religiosi.
Nel 1794 i rivoluzionari saccheggiarono la tomba, credendo si trattasse di quella di una santa, ed i suoi resti, consistenti poi solo più della testa con i denti e la capigliatura vennero posti in un'urna ed inumati nel cimitero del capitolo. Nel 1795 un soldato ritrovò l'urna dalla quale erano stati rubati denti e capelli. Nel 1801 il vaso funerario venne ritrovato e riposto nel 1806 nella tomba restaurata dal prefetto Pomereul, che la fece sistemare nella torricella dell'appartamento reale. Di qui venne rimossa nel 1970 e collocata in un'altra ala del palazzo. Il 2 aprile 2005 la tomba venne nuovamente riposta nella Collegiale di Sant'Orso a Loches.

## Discendenza
Agnese diede al suo amante reale quattro figli, i bâtardes de France, che tuttavia Carlo VII legittimò:
- Maria di Valois, che nel 1458 sposò Olivier, signore di Coëtivy e di Taillebourg e siniscalco di Guienna
- Carlotta di Valois, che nel 1462 sposò Jacques de Brézé, siniscalco di Normandia dal quale venne uccisa qualche anno dopo con un colpo di spada poiché fu sorpresa tra le braccia di un amante vicino al talamo coniugale. Suo figlio, Louis de Brézé, sposerà Diana di Poitiers
- Giovanna di France, nata a Beauté-sur-Marne, che Luigi XI farà sposare ad Antoine de Bueil, conte di Sancerre e cancelliere del re
- Una figlia nata il 3 febbraio 1450 nella residenza di Mesnil presso de l'abbazia di Jumièges in Normandia e morta all'età di sei mesi.